# Jack Fox (football américain)
(en) Statistiques sur pro-football-reference
Jack Fox, né le 1er septembre 1996 à Dallas au Texas, est un sportif professionnel américain de football américain jouant au poste de punter pour la franchise des Lions de Détroit dans la National Football League (NFL) depuis la saison 2019.

## Biographie

### Carrière universitaire
Au niveau universitaire, Fox joue aux postes de kicker et de punter dans la NCAA Division I FBS pendant quatre saisons (2015-2018) pour les Owls de l'université Rice. Avec les Owls, il est finaliste du Ray Guy Award.

### Carrière professionnelle
Non sélectionné lors de la draft 2019 de la NFL, il est engagé par les Chiefs de Kansas City mais ne réussit pas à intégrer l'effectif principal des Chiefs.
Engagé par les Lions de Détroit, il devient titulaire dès 2020est désigné meilleur joueur NFC des équipes spéciales du mois de septembre et se classe troisième de la NFL en fin de saison avec une moyenne de 49,1 yards par punt. Il bat aussi le record de sa franchise dans cette statistique. Ses performances lui valent une sélection pour le Pro Bowl 2021 ainsi que dans la deuxième équipe All-Pro.